# Brady Township (Lycoming County, Pennsylvania)
Brady Township ist ein Township im Lycoming County, Pennsylvania in den Vereinigten Staaten. Es ist Teil der Williamsport Metropolitan Statistical Area. Das U.S. Census Bureau hat bei der Volkszählung 2020 eine Einwohnerzahl von 501 ermittelt.

## Geschichte
Brady Township wurde gebildet am 31. Januar 1855 aus Teilen der Washington Township. Sie hat ihren Namen nach der Familie Brady, von der einige Angehörige innerhalb ihrer Grenzen lebten. Bis 1861 gehörte auch das Gebiet der heutigen Gregg Township im Union County zur Brady Township.
Einer der bekanntesten frühen Bewohner der Brady Township war der Richter William Piatt. Piatt wurde am 29. Januar 1795 geboren. Sein Vater John Piatt war aus New Jersey in den südlichen Teil des Lycoming County gezogen und gründete eine Gerberei. Sein Sohn folgte ihm in dieses Geschäft, doch gewann bald das Interesse für die lokale Politik und wurde 1830 in die Pennsylvania General Assembly gewählt, der er für drei Amtszeiten angehörte. 1855 wurde Piatt beigeordneter Richter. Außerdem diente er dem County und der Township als Buchprüfer.

## Geographie
Brady Township grenzt im Südosten an den West Branch Susquehanna River, im Südwesten an das Union County, im Westen an die Washington Township und im Nordwesten an die Armstrong Township. Luftlinie liegt die Township rund 210 km nordwestlich von Philadelphia und etwa 265 km ostnordöstlich von Pittsburgh.
Nach den Angaben des United States Census Bureaus hat die Township eine Gesamtfläche von 22,4 km², alles davon ist Land. In ihr liegt der Lycoming County Landfill und der nördliche Teil des Federal Correctional Institute, Allenwood.

## Demographie
Zum Zeitpunkt des United States Census 2000 bewohnten Brady Township 494 Personen. Die Bevölkerungsdichte betrug 22,1 Personen pro km². Es gab 186 Wohneinheiten, durchschnittlich 8,3 pro km². Die Bevölkerung Brady Townships bestand zu 99,8 % aus Weißen, 0 % Schwarzen oder African American, 0 % Native American, 0 % Asian, 0 % Pacific Islander, 0 % gaben an, anderen Rassen anzugehören und 0,20 % nannten zwei oder mehr Rassen. 0,20 % der Bevölkerung erklärten, Hispanos oder Latinos jeglicher Rasse zu sein.
Die Bewohner Brady Townships verteilten sich auf 177 Haushalte, von denen in 31,6 % Kinder unter 18 Jahren lebten. 73,4 % der Haushalte stellten Verheiratete, 5,1 % hatten einen weiblichen Haushaltsvorstand ohne Ehemann und 15,8 % bildeten keine Familien. 11,9 % der Haushalte bestanden aus Einzelpersonen und in 5,6 % aller Haushalte lebte jemand im Alter von 65 Jahren oder mehr alleine. Die durchschnittliche Haushaltsgröße betrug 2,79 und die durchschnittliche Familiengröße 2,96 Personen.
Die Bevölkerung verteilte sich auf 24,5 % Minderjährige, 5,9 % 18–24-Jährige, 30,2 % 25–44-Jährige, 28,5 % 45–64-Jährige und 10,9 % im Alter von 65 Jahren oder mehr. Der Median des Alters betrug 40 Jahre. Auf jeweils 100 Frauen entfielen 114,8 Männer. Bei den über 18-Jährigen entfielen auf 100 Frauen 103,8 Männer.
Das mittlere Haushaltseinkommen in Brady Township betrug 43.958 US-Dollar und das mittlere Familieneinkommen erreichte die Höhe von 45.313 US-Dollar. Das Durchschnittseinkommen der Männer betrug 30.294 US-Dollar, gegenüber 24.531 US-Dollar bei den Frauen. Das Pro-Kopf-Einkommen belief sich auf 17.789 US-Dollar. 6,7 % der Bevölkerung und 2,9 % der Familien hatten ein Einkommen unterhalb der Armutsgrenze, davon waren 7,3 % der Minderjährigen und 14,3 % der Altersgruppe 65 Jahre und mehr betroffen.

## Belege
1. ↑  Explore Census Data Total Population in Brady township, Lycoming County, Pennsylvania. Abgerufen am 7. April 2023.
2. 1 2  John Franklin Meginness: History of Lycoming County, Pennsylvania. including its aboriginal history; the colonial and revolutionary periods; early settlement and subsequent growth; organization and civil administration; the legal and medical professions; internal improvement; past and present history of Williamsport; manufacturing and lumber interests; religious, educational, and social development; geology and agriculture; military record; sketches of boroughs, townships, and villages; portraits and biographies of pioneers and representative citizens, etc. etc. 1. Auflage. Brown, Runk & Co., Chicago, IL 1996, ISBN 0-7884-0428-8, XIII (usgennet.org [abgerufen am 3. Mai 2011] Die verlinkte Version beruht auf einem Scan der Originalversion von 1892, der einige OCR-Fehler aufweist).